# Haldun Taner
Haldun Taner (ur. 1915 w Stambule, zm. 7 maja 1986 tamże) – turecki pisarz i dramatopisarz.
Studiował filologię germańską w Niemczech. Jest twórcą teatru kabaretowego Deve Kuşu (Struś) i autorem nowel o treści obyczajowej, do których tematy czerpał z życia mieszkańców Stambułu, m.in. zbiorów Şişhane'ye Yağmur Yağıyordu (Na Şişhane spadł deszcz, 1953) i Sancho'nun Sabah Yürüyüşü (Poranny spacer Sancho, 1969), sztuk teatralnych - Keşanlı Ali Destanı (Opowieść o Alim z Keszanu, 1964) i Sersem Kocanin Kurnaz Karısı (Chytra żona głupiego męża, 1971). Był jednym z najlepszych współczesnych tureckich nowelistów i dramatopisarzy, otrzymał wiele prestiżowych nagród literackich.